# Jost Pieper
Jost Pieper (Sauerland, 24 agosto 1972) è un attore tedesco.

## Biografia
Studia, nel 1995, presso la Mwangaza School di Kisumu, in Kenya. Si forma, tra il 1996 e il 2000, all'Accademia di Musica e Teatro Felix Mendelssohn Bartholdy di Lipsia. Seguono molte partecipazioni a numerose opere teatrali, in particolare a Colonia, Lipsia, Chemnitz e Brema. Dal 2000 è possibile seguirlo nelle produzioni televisive; durante il 2007 incarna Max Van Weyden nella soap opera di ZDF La strada per la felicità.

## Filmografia

### Televisione
- Squadra speciale Lipsia (SOKO Leipzig) – serie TV (2000)
- Love Hurts, regia di Susanne Zanke (2004)
- Il commissario Zorn (Der Ermittler) – serie TV, episodio 4x03 (2004)
- Alphateam - Die Lebensretter im OP – serie TV (2004)
- St. Angela – serie TV (2004)
- Il nostro amico Charly (Unser Charly) – serie TV, episodio 11x12 (2006)
- Hinter Gittern - Der Frauenknast – serie TV, 40 episodi (2002-2007)
- La strada per la felicità (Wege zum Glück) – serial TV, 101 puntate (2007)
- Die Geschichte Mitteldeutschlands – serie TV, episodio 9x01 (2007)
- Die Rosenheim-Cops – serie TV, episodio 9x23 (2010)